# 库尔塞勒 (默尔特-摩泽尔省)
库尔塞勒（法語：Courcelles，法語發音：[kuʁsɛl] ⓘ）是法国默尔特-摩泽尔省的一个市镇，属于图勒区。

## 地理
库尔塞勒（48°22'24"N, 6°2'16"E）面积4.31 平方千米，位于法国大東部大區默尔特-摩泽尔省，该省份为法国东北部内陆省份，是洛林的一部分，北邻比利时、卢森堡，北起顺时针与摩泽尔省、下莱茵省、孚日省和默兹省接壤。
与库尔塞勒接壤的市镇（或旧市镇、城区）包括：阿邦库尔、桑图瓦地区弗赖讷、格里蒙维莱、皮尔内、布莱默雷、谢夫欧。
库尔塞勒的时区为UTC+01:00、UTC+02:00（夏令时）。

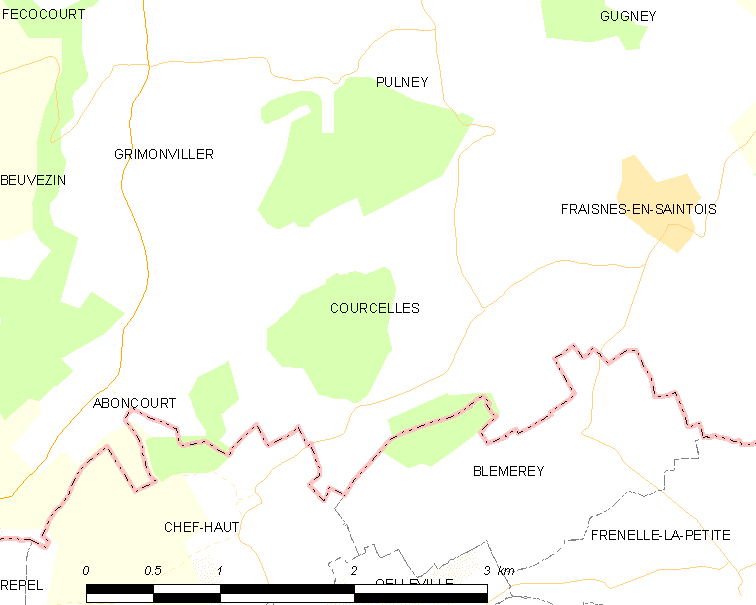
库尔塞勒的OSM定位图

## 行政
库尔塞勒的邮政编码为54930，INSEE市镇编码为54140。

## 政治
库尔塞勒所属的省级选区为梅讷欧桑图瓦县。

## 人口

1962-2008年间库尔塞勒人口变化图示

库尔塞勒于2022年1月1日时的人口数量为87人。